# جسم خارجی در رکتوم
جسم خارجی در رکتوم، به جسم خارجی بزرگی گفته می‌شود که در رکتوم قرار گرفته و احتمالاً از طریق مقعد وارد رکتوم و روده بزرگ شده‌اند، اجسام بزرگ از طریق دهان و دستگاه گوارش به رکتوم نرسیده‌اند. در صورتی که بیمار نتواند آن را از طریق فشار به روده به صورت استاندارد دفع کند، می‌تواند از اهمیت بالینی برخوردار باشد. اجسام خارجی کوچکتر که بلعیده شده باشند، مانند استخوان‌هایی که با غذا خورده می‌شوند، گاه در رکتوم گیر کرده و با اشعه ایکس مشاهده می‌شوند به ندرت دارای اهمیت بالینی هستند.
اجسام خارجی رکتوم زیر گروهی از اجسام خارجی در دستگاه گوارش هستند.

## علائم و نشانه‌ها
اگر جسم خارجی بیش از حد بزرگ باشد که اجازه عبور مدفوع از روده بزرگ را ندهد، ممکن است باعث انسداد روده مکانیکی شود. اتساع راست روده و اختلال در پریستازیس (انقباض عروق) این اثر را تقویت می‌کند.
جسم خارجی ممکن است باعث عفونت شود و دیواره روده را از بین ببرد. بسته به محل سوراخ شدن، این ممکن است منجر به پریتونیت ناشی از مدفوع یا آبسه در فضای خلفی شود.
اجسام کوچکتری که به دیواره روده آسیب می‌رسانند، اما آن را سوراخ نمی‌کنند، ممکن است توسط یک گرانولوم جسم خارجی محصور شوند. آنها ممکن است به صورت تومور کاذب در رکتوم بدون هیچ گونه عوارض دیگری باقی بمانند.

### عوارض
شایع‌ترین – اما هنوز هم نادر – عارضه سوراخ شدن رکتوم است که ممکن است توسط خود جسم خارجی یا تلاش برای برداشتن آن ایجاد شود. سوراخ‌های تشخیص داده شده بلافاصله با باز کردن شکم و برداشتن یا بخیه زدن ناحیه سوراخ شده ترمیم می‌شوند. به منظور کنترل عفونت، معمولاً آنتی‌بیوتیک تجویز می‌شود. اغلب، ایلئوستومی موقت برای محافظت از بخیه‌ها ضروری است. پس از اینکه ماده حاجب توسط تنقیه وارد روده شد، بهبودی کامل ناحیه سوراخ شده را اثبات نمود، ایلئوستومی معکوس می‌شود. این معمولاً بین سه تا شش ماه طول می‌کشد. میانگین بستری شدن در بیمارستان ۱۹ روز است.
اسناد پزشکی برخی از مرگ‌ها را به دلیل اجسام خارجی رکتوم ثبت کرده‌است، اما آنها بسیار نادر هستند و معمولاً به عنوان مرگ‌های خوداروتیک طبقه‌بندی می‌شوند. یک بیمار ۷۵ ساله بر اثر سوراخ شدن رکتوم ناشی از استفاده از عصا توسط یک بیمار روانی جان خود را از دست داد. یک بیمار میانسال دیگر نیز بر اثر سوراخ شدن رکتوم توسط ویبراتور جان خود را از دست داد. سوراخ بخیه شد و بیمار تحت مراقبت‌های پزشکی شدید قرار گرفت، اما به دلیل ابتلا به ترومای سندرم دیسترس تنفسی حاد (ARDS) و سندرم پاسخ التهابی سیستمیک (SIRS) که منجر به سندرم اختلال عملکرد چندگانه (MODS) و مرگ شد. مقاله ای وجود دارد که مرگ پس از سوراخ شدن با شاخک کفش را توصیف می‌کند. رکتوم باید بعد از عمل جراحی تا زمان بهبودی کامل، پرستاری شود. مرد ۵۴ ساله ای که دو بار برای خارج کردن جسم خارجی (یک خیار و یک عدد ازگیل) تحت عمل جراحی قرار گرفته بود، پیش از بهبود زخم، دو عدد سیب را داخل راست روده فروکرد و به علت پریتونیت (التهاب صفاق) جان باخت.

## علل
دلایل ورود جسم خارجی به رکتوم بسیار متفاوت است، اما در بیشتر موارد انگیزه جنسی یا جنایی دارد. جسم خارجی در اکثر موارد به‌طور داوطلبانه وارد شد. بیشترین موارد به دلیل انگیزه جنسی گزارش شده‌است. یکی دیگر از دلایل داوطلبانه - بالقوه - برای وارد کردن اجسام به رکتوم خارجی بادی پکینگ، یعنی حمل و نقل غیرقانونی مواد مخدر در داخل دهانه بدن (در اینجا: داخل راست روده)، است. همچنین ممکن است شامل تلاش برای حمل اشیایی مانند سلاح، از جمله چاقو یا مهمات نیز می‌شود. بر اساس یک مطالعه، تحریک جنسی مسئول ۸۰ درصد ورود اجسام به رکتوم خارجی مرتبط با مشکلات بالینی بوده‌است. حدود ۱۰ درصد موارد به دلیل تجاوز جنسی بوده‌است.
در موارد نادر، بیمار شیء را بدون راهی برای خارج کردن آن وارد رکتوم می‌کرد تا مورد توجه و ترحم پزشکان و پرستاران قرار گیرد. این رفتار به عنوان سندرم مونچاوزن طبقه‌بندی می‌شود.
علت دیگر ممکن است تلاش برای خوددرمانی بیماری‌ها باشد. یکی از بیماران سعی کرد اسهال مزمن خود را با قرار دادن یک ذرت در رکتوم خود درمان کند. بیمار دیگری سعی کرد خارش ناشی از بواسیر (Pruritus ani) را با مسواک تسکین دهد. مسواک از کنترل خارج شد و داخل مقعدش ناپدید شد.
اتفاق یا شکنجه ممکن است باعث وارد کردن غیرارادی جسم خارجی به داخل رکتوم شود. دماسنج پزشکی جیوه ای که برای اندازه‌گیری دما در مقعد قرار داده شد اما در حین این عمل داخل آن شکسته شده‌است، نمونه ای از ورود جسم خارجی به رکتوم با دلیل تصادف است. در یونان باستان رافانیدوزیس را مجازاتی برای زناکاران مرد می‌دانستند. مجازات شامل قرار دادن تربچه در مقعد بود که باعث سوزش شدید و گاهی نیز به انگیزه اعدام با افزایش بزرگی و تعداد باعث خونریزی داخلی و مرگ فرد می‌شده‌است. در بسیاری از موارد ورود جسم به رکتوم توسط خود فرد احساس شرم گزارش شده‌است.
دلایل متعددی باعث گیر کردن اجسام رکتوم در داخل رکتوم می‌شود. بسیاری از اجسام مورد استفاده برای تحریک جنسی مانند بات پلاگها دارای نوک مخروطی شکل هستند تا نفوذ را تسهیل کنند، در حالی که پایه آن صاف است. اگر پایه جسم از دهانه مقعد به سمت راست روده عبور کند، خروج آن توسط کاربر ممکن است غیرممکن باشد. برای دریافت یک تحریک قوی تر، ممکن است جسم عمیق‌تر از آنچه در نظر گرفته شده‌است وارد شود. در این حالت اسفنکتر از خارج شدن جسم خارجی جلوگیری می‌کند.

### از راه دهان
راه دیگری ورود جسم خارجی از طریق سیستم گوارش (پس از مصرف خوراکی و عبور از کل روده) اغلب اتفاق می‌افتد، اما به ندرت از نظر پزشکی مهم است. سایر انقباضات، مانند مری، کاردیا، پیلور یا دریچه ایلئوسکال ممکن است باعث ایجاد مشکلاتی در سایر اندام‌ها شود، مشروط بر اینکه جسم خارجی به اندازه کافی بزرگ باشد که مشکل ایجاد کند. همچنین برخی از اجسام خارجی حتی باریک ممکن است هنگام عبور از سیستم هاضمه باعث مشکلات پزشکی شوند، مانند خلال دندان و استخوان. استخوان‌های جوجه‌ها، مخصوصاً عامل حدود دو سوم کل موارد سوراخ‌های روده هستند.
غذاهای گیاهی، به ویژه دانه‌هایی مانند ذرت بو داده، هندوانه، آفتابگردان و تخمه کدو تنبل، ممکن است در قسمت پایین روده به هم چسبیده و بزوآرها را تشکیل دهند. آنها ممکن است برای عبور طبیعی از مقعد بیش از حد بزرگ شوند، بنابراین به مشکلات بالینی تبدیل می‌شوند. این نوع مشکل مسدودی توسط جسم خارجی رکتوم عمدتاً در کودکان اتفاق می‌افتد، به ویژه در شمال آفریقا و خاورمیانه، جایی که دانه گیاهان بخش اصلی رژیم غذایی را تشکیل می‌دهند. در موارد بسیار نادر، بذرهای داخل بزوآر ممکن است در داخل روده تحتانی یا راست روده جوانه بزنند و باعث بلوک شوند.

### اشیاء
نوع و اندازه اجسام خارجی در رکتوم متنوع است و ممکن است بیش از تصورات آناتومیکی-فیزیولوژیکی باشد.
اشیاء مستند در سوابق عبارتند از:
- تیغ، پیچ، پیچ گوشتی، ابزار نورد کوچک (۱۵×۱۲ سانتی‌متر به همراه ابزار ۶۲۰ ز)، سنجاق سر، بازکن قوطی شیر، مته
- اشیاء کوتاه مانند پایه صندلی به طول ۱۹ سانتی‌متر و دسته بیل به طول ۲۷ سانتی‌متر و دسته جارو شکسته، قطعات جاروبرقی
- ظروف، گاهی بیش از ۰٫۵ حجم L، به عنوان مثال بطری‌های شراب گازدار، بطری‌های کوکاکولا، گلدان‌های مربا، لیوان‌های کوچک آبجو، فنجان
- قوطی اسپری، لامپ، لامپ خلأ، شمع
- گلوله توپخانه جنگ جهانی دوم که نیاز به توجه یک جوخه خنثی سازی داشت[۲۲]
- توپ تنیس روی میز، توپ بوچیا
- مهمات، فشفشه
- ویبراتورهای جنسی، میله لاستیکی، دیلدو
- یک ماشین اسباب بازی
- عینک، کلید چمدان، کیسه تنباکو و مجله به‌طور همزمان
- کیف مسواک پلاستیکی[۹][۲۳][۲۴][۲۵][۲۶]

همه اجسام جامد نیستند. در سال ۱۹۸۷ موردی از بیماری ثبت شد که تنقیه سیمانی انجام داده بود. پس از جامد شدن و سفت شدن، بلوک حاصل باید با جراحی استخراج می‌شد. یک مورد شدید دیگر در نوامبر ۱۹۵۳ رخ داد. مردی افسرده لوله مقوایی به طول ۱۵ سانتی‌متر را به داخل رکتوم وارد کرده و یک ترقه روشن را به دهانه لوله پرتاب کرد و در نتیجه سوراخ بزرگی در رکتوم او ایجاد شد.

## تشخیص
بسیاری از بیماران در طول شرح حال (پزشکی) احساس شرمندگی می‌کنند و فقط با اکراه اطلاعات ارائه می‌دهند. این ممکن است منجر به از دست دادن اطلاعاتی مهم شود که ممکن است در طول درمان کمک کند. به همین دلیل، بیماران ممکن است تا وقتی دیر شود به پزشک مراجعه نکنند. توجه و جلب اعتماد و حساس برای بیماران شرمسار و ناراحت برای یک درمان موفق مهم است و ممکن است نجات دهنده باشد.
معمولاً چندین تصویر اشعه ایکس در رادیولوژی برای تعیین دقیق محل و عمق جسم خارجی گرفته می‌شود. اجسام خارجی ساخته شده از مواد کم کنتراست (مثلاً پلاستیک) ممکن است نیاز به سونوگرافی پزشکی یا سی تی اسکن داشته باشند and may be life-saving. تصویربرداری با روش ام‌آرآی منع مصرفدارد، به خصوص اگر جسم خارجی ناشناخته باشد. اجسام خارجی درون رکتوم ممکن است در شرایط خاص تا خم شدن قولنج سمت راست به عمق روده بزرگ نفوذ کنند،
آندوسکوپی، که ممکن است در طول درمان نیز استفاده شود، شناسایی و محلی سازی شی در داخل راست روده را تسهیل می‌کند.
اطلاعات مربوط به جسم خارجی به دست آمده از این روش‌ها در طول درمان از اهمیت بالایی برخوردار است، زیرا باید از سوراخ شدن راست روده یا مقعد کاملاً اجتناب شود.

## رفتار

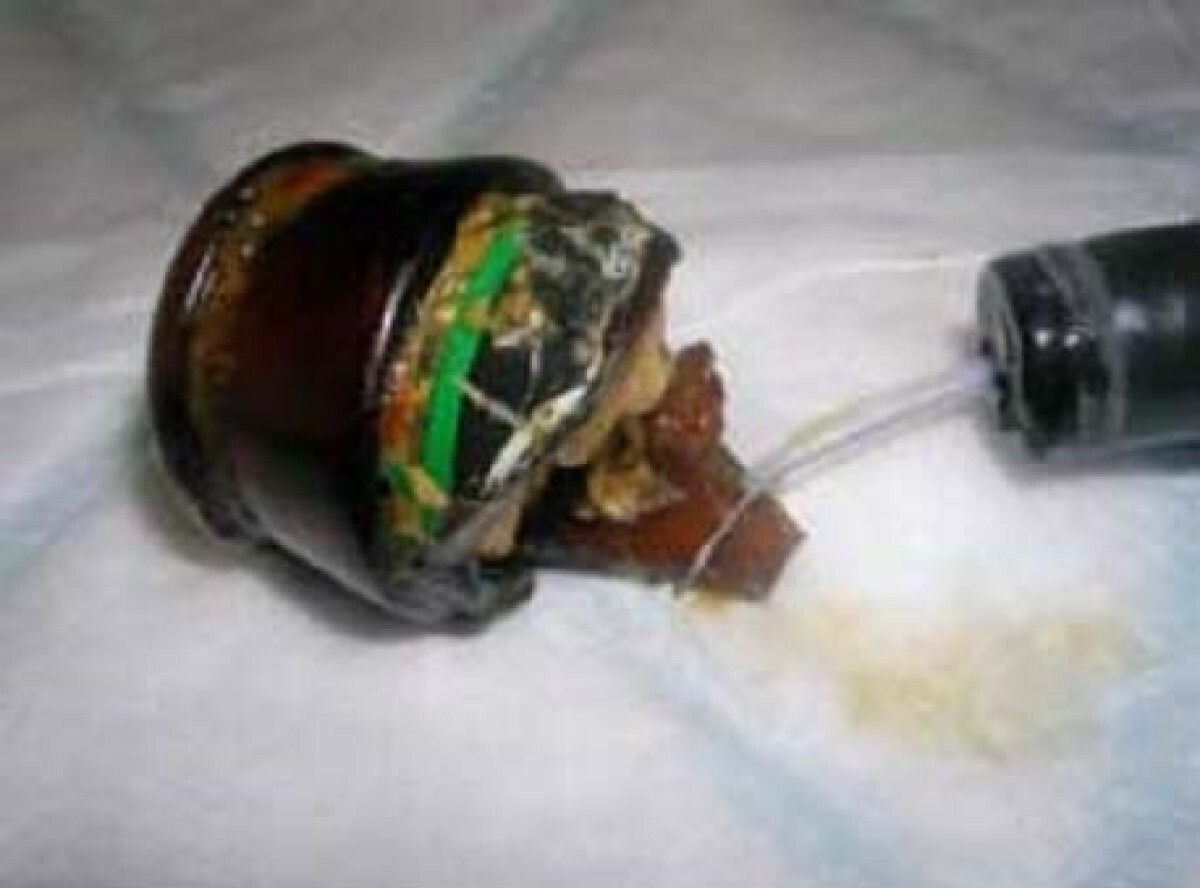
زنجیر آندوسکوپی با قطعه یک بطری شیشه ای.

اقدامات درمانی برای خروج جسم خارجی می‌تواند به اندازه اشیاء داخل راست روده متنوع باشد. در بسیاری از موارد، اجسام خارجی از مواد شکننده مانند شیشه تشکیل شده‌است. اکثر بیماران چندین ساعت یا حتی روزها منتظر می‌مانند تا به پزشک مراجعه کنند. قبل از اینکه این کار را انجام دهند، اغلب مکرراً سعی می‌کنند خود یا توسط یک فرد غیرمجاز شی را خارج کنند. این اغلب وضعیت را برای استخراج موفق بدتر می‌کند.
در بسیاری موارد، جسم خارجی را می‌توان با آندوسکوپی خارج کرد. برای مثال، ویبراتورها را می‌توان با استفاده از یک قلاب بزرگ که معمولاً برای برداشتن پولیپ در طول کولونوسکوپی استفاده می‌شود، خارج کرد. یک آندوسکوپ انعطاف‌پذیر نمی‌تواند برای اجسام بزرگ و گیر کرده کمکی کند. ممکن است در این موارد استفاده از ابزارهای سفت و سخت ترجیح داده شود.
موارد متعددی وجود داشته‌است که ابزارهای مورد استفاده در زایمان ارزش خود را برای خارج نمودن آن اجسام خارجی ثابت کرده‌اند، مانند فورسپس و مکنده. اشیاء چوبی با چوب پنبه خارج شده‌است و لیوان نوشیدنی پس از پر کردن آن با گچ خارج می‌شوند. قاشق را می‌توان در داخل لیوان قرار داد و سپس با گچ پر نمود و از قاشق به‌عنوان «لنگر» برای خروج همه استفاده کرد. لامپ‌های روشنایی در یک پوشش پارچه‌ای مانند گاز پانسمان قرار می‌گیرند، در داخل رکتوم شکسته شده سپس خارج می‌شوند.
موارد موفقی با استفاده از انعقاد آرگون- پلاسما وجود داشته‌است. شیء مورد بحث یک سیب سبز رنگ بود که داخل رکتوم یک بیمار ۴۴ ساله در سلفون پیچیده شده بود. انعقاد پرتو آرگون سیب را بیش از ۵۰ درصد کوچک کرد و باعث حذف آن شد. تلاش‌های قبلی استخراج با استفاده از ابزار آندوسکوپی به دلیل سطح صاف جسم شکست خورد.
اگر جسم بیش از حد به سمت بالا، در ناحیه کولون سیگمویدئوم قرار داشته باشد و با یکی از روش‌های فوق قابل برداشتن نباشد، استراحت در بستر و آرام‌بخشی می‌تواند باعث شود که جسم به سمت راست روده برگردد، جایی که بازیابی و خارج کردن آن آسان‌تر است.
در موارد دشوار، لاپاراتومی ممکن است ضروری باشد. از نظر آماری، در حدود ۱۰ درصد از بیماران را شامل می‌گردد.

### بیهوشی
موارد خفیف ممکن است حداکثر نیاز به آرام بخش داشته باشند. بی‌حسی موضعی و نخاعی کاربرد رایجی دارد. مداخلات شدید ممکن است نیاز به بیهوشی عمومی داشته باشد، به‌خصوص در مواردی که نیاز به باز کردن جراحی حفره شکم یا روده بزرگ باشد. ضمناً بیهوشی عمومی می‌تواند برای شل شدن اسفنکتر مفید باشد.

### مراقبت‌های بعد از عمل
پس از جراحی، سیگموئیدوسکوپی - کولونوسکوپی با تمرکز بر ۶۰ سانتی‌متر اول از کولون - بررسی خوبی برای تمرکز روی سوراخ شدن و آسیب احتمالی رکتوم و سیگموئیدوم کولون است. ممکن است در مراقبت‌های بعدی اطلاعات ثابتی نشان داده شود.

### مثال‌ها
APC = انعقاد پرتو آرگون
NA = در دسترس نیست

## همه‌گیری
هیچ داده قابل اعتمادی در مورد بروز اجسام رکتوم خارجی معنی دار از نظر بالینی وجود ندارد. ممکن است در دراز مدت افزایش یافته باشد زیرا اخیراً این مشکل بیشتر مشاهده می‌شود.
میزان حادثه برای مردان به‌طور قابل توجهی بیشتر از زنان است. نسبت جنسیت در ناحیه ۲۸:۱ است. یک متا مطالعه در سال ۲۰۱۰ نسبت ۳۷:۱ را پیدا کرد. میانه سن بیماران ۱/۴۴ سال با انحراف معیار ۶/۱۶ سال بود. اجسام خارجی رکتوم یک اتفاق غیرعادی در اورژانس بیمارستان نیست.

## دیگر حیوانات
اجسام خارجی رکتوم در دامپزشکی نادر هستند. عبور از کل روده و به دنبال آن ماندن در داخل راست روده - مانند انسان - نادر است. حیوانات ممکن است دارای بزوآرهایی از مواد مختلف باشند که ممکن است به رکتوم رفته و مشکلاتی ایجاد کنند.

## جایزه ایگ نوبل
جایزه ایگ نوبل در سال ۱۹۹۵ به دیوید بی بوش و جیمز آر استارلینگ از مدیسون، ویسکانسین، برای مقاله آنها در سال ۱۹۸۶ ، اجسام خارجی در رکتوم: گزارش‌های موردی و بررسی جامع ادبیات جهان اهدا شد (به فهرست ایگ نوبل مراجعه کنید. برندگان جایزه).